# Nicolas Cadi
Nicolas Cadi (* 29. Juni 1861 in Damaskus; † 22. September 1941) war Erzbischof von Bosra und Hauran in Syrien der Melkitischen Griechisch-Katholischen Kirche.

## Leben
Nicolas Cadi empfing am 21. November 1884 die Priesterweihe. Er wurde am 10. Februar 1889 zum Nachfolger von Basilio Haggiar als Erzbischof von Bosra und Hauran ernannt und empfing am gleichen Tag die Bischofsweihe. Am 16. November 1939 wurde er unter gleichzeitiger Ernennung zum Titularerzbischof von Mocissus emeritiert. Bis zu seinem Tod im Jahre 1941 war er Alterzbischof, er war Mitkonsekrator von Erzbischof Etienne Soukkarie. Sein Nachfolger wurde Erzbischof Pierre Chami SMSP.